# Ofensiva de la Barajul Tishrin
Ofensiva de la Barajul Tishrin sau Ofensiva din sudul Kobanî a fost o operațiune militară desfășurată în nord-estul guvernoratului Alep din Siria în timpul Războiului Civil Sirian, executată de Forțele Democratice Siriene (FDS) cu scopul de a captura strategicul baraj Tishrin și partea de sud a Cantonului Kobanî de la Statul Islamic în Irak și Levant (SIIL). Coaliția internațională împotriva Statului Islamic a sprijinit ofensiva FDS cu peste 26 de lovituri aeriene.

## Ofensiva

Desfășurarea ofensivei.

Pe 23 decembrie, comandamentul comun al Forțelor Democratice Siriene a lansat oficial ofensiva, cu scopul de „a elibera toate zonele din sudul Cantonului Kobanî ocupate de elemente ale grupării teroriste cunoscute ca Daesh (ISIS)”.
Pe 24 decembrie, FDS au capturat satele Sahrij, Al Jabal, Abaydad, Al Mansia, Miruha, Sajjadi, Dandoshan, Birdan și peste 15 ferme situate la sud de orașul Sarrin, eliberat de YPG și Armata Siriană Liberă anterior, în decursul aceluiași an, în timpul Bătăliei de la Sarrin. 14 membri SIIL și 2 luptători FDS au fost uciși în timpul luptelor.
Pe 25 decembrie, alianța de miliții kurde, arabe și asiriene a ocupat satele Bojakh, Hafyan, Munsiye, Sofayte, Saqit, Dahr Al–Faraj și fermele din împrejurimi. În timpul unui raid nocturn, 12 membri ai SIIL au fost uciși. În acel moment, FDS reușiseră să captureze de la Statul Islamic 16 km2 de pe malul estic al râului Eufrat.
Pe 26 decembrie, Forțele Democratice Siriene au capturat barajul Tishrin și satele Bir Shumal, Bir Bagar, Abdilkiye, Tal Banat, Khishkhash, Al-Wesi și Miwelih. Luptătorii FDS au ucis cinci jihadiști SIIL și au prins alți opt în viață. În total, 50 de sate au fost capturate de la SIIL în primele patru zile ale ofensivei.
Pe 27 decembrie, FDS au avansat pe malul vestic al Eufratului și au eliberat orașele Tishrin și Sakaniya. Cel puțin 15 membri ai SIIL au fost uciși în cursul acestei operațiuni. În aceeași zi, Statul Islamic a executat patru tineri din Manbij acuzați că sunt membri ai FDS.
Pe 30 decembrie, comandamentul general al Forțelor Democratice Siriene a declarat sfârșitul operațiunii de eliberare a regiunilor din sudul Cantonului Kobanî. Forțele FDS capturaseră peste 100 de sate și cătune, barajul Tishrin, o zonă de aproximativ 640 km², și uciseseră 219 militanți SIIL, conform unui document făcut public de FDS. Un număr suplimentar de circa 100 de jihadiști fuseseră uciși de loviturile aeriene ale Coaliției internaționale în cursul ofensivei. Șapte membri FDS și doi membri ai forței polițienești Asayish au murit în cursul operațiunii.